# Parc Sévigné
Le Parc Sévigné est un ensemble d'habitation construit durant la première moitié des années 1960 et situé dans le 9e arrondissement de Marseille, plus précisément dans le quartier de Sainte-Marguerite. Il est en fait constitué de deux résidences privées distinctes, le Parc Sévigné proprement dit (1ère tranche de travaux) et le Nouveau Parc Sévigné (2ème tranche), séparées par la rue Mignard. Il compte au total environ 1 000 logements.

## Site
L'ensemble est construit sur les anciens terrains de la bastide de la Magalone. Ces terrains englobaient les espaces aujourd'hui occupés, d'est en ouest, par le Parc Sévigné,  la résidence des Petites Magalones, le jardin de la Magalone (avec l'ancienne bastide) et la Cité Radieuse (de l'autre côté du boulevard Michelet). Le plan d'aménagement a conservé l'une des allées principales de l'ancienne propriété à travers la rue Mignard qui sépare aujourd'hui le Parc Sévigné et le Nouveau Parc Sévigné et qui offre une vue dégagée sur le haut de la Cité Radieuse située dans son juste alignement. Inversement, les hauts immeubles du Parc Sévigné constituent un vis-à-vis imposant dans le panorama offert par le toit de la Cité Radieuse. 

## Description
L'ensemble est constitué de sept immeubles d'habitation : trois tours parallèles au boulevard Michelet (tournées vers la mer), trois barres perpendiculaires à ces dernières, et une petite barre détachée des autres bâtiments. Les deux tours situées à l'est comptent 23 étages, celle située à l'ouest seulement 19. Les barres présentent des hauteurs variées allant de 3 à 20 étages. L'ensemble compte environ 1 000 logements.

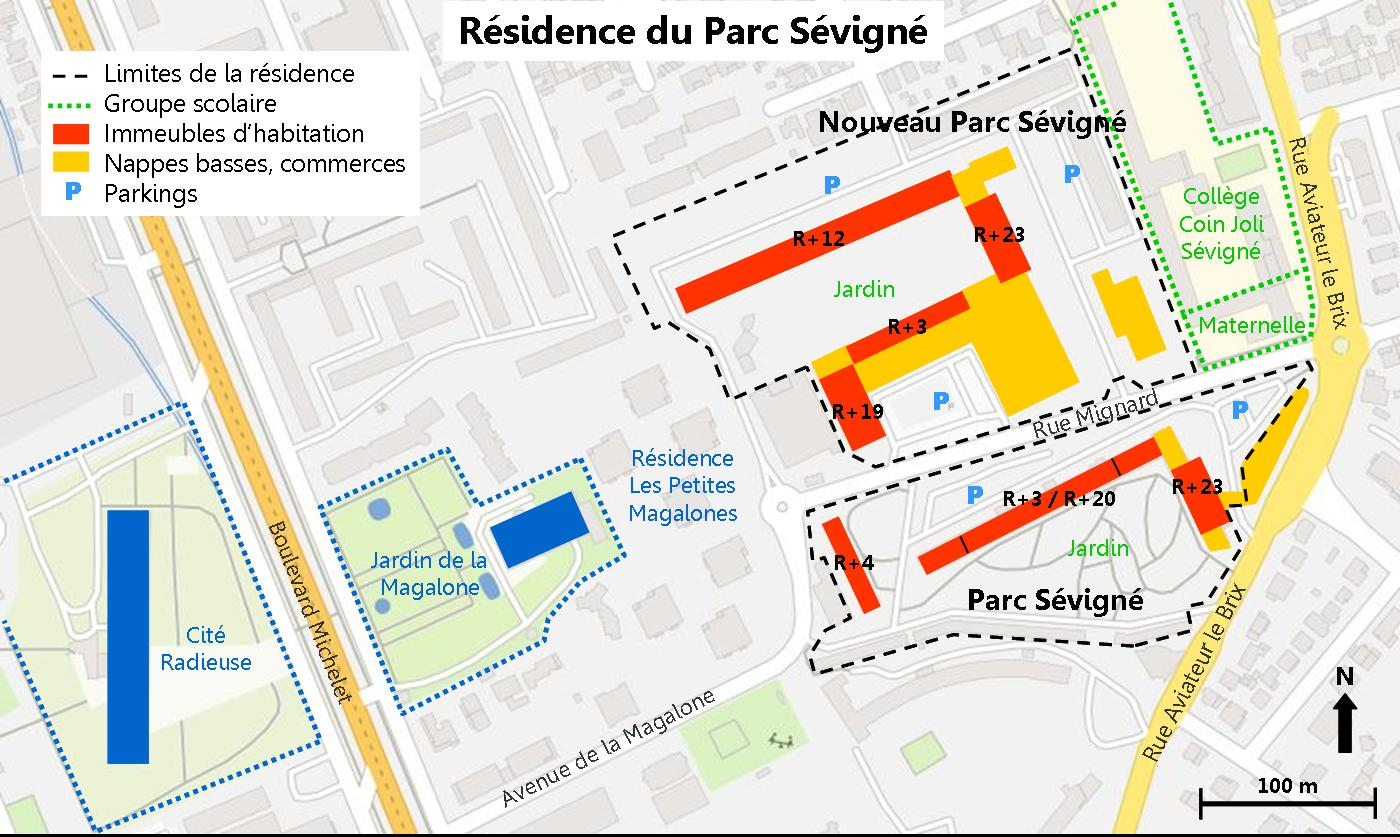
Schéma d'implantation

Le Parc Sévigné contient notamment l'une des deux grandes tours et une longue barre de conception originale, composée d'une partie basse de 3 étages sur laquelle repose, sur la partie centrale, une haute barre de 17 niveaux supplémentaires, pour un total de 20 étages. Cette superposition est visuellement soulignée par un dessin différent des façades. Le dernier étage est traité différemment et présente un toit original en voûtains.
Le Nouveau Parc Sévigné contient les deux autres tours, une grande barre de 12 étages marquant le bord nord de la propriété et une petite barre de 3 étages située au milieu du terrain, séparant d'un côté un grand jardin clos entre trois bâtiments, de l'autre un espace aménagé de commerces que les architectes désignent comme « forum ».
Une caractéristique importante de l'ensemble réside dans l'usage important de parties basses abritant des commerces, une superette, un petit centre médical, des parkings, ainsi que des galeries couvertes reliant les différents bâtiments. La galerie principale est percée de patios. L'architecte Thierry Durousseau y voit une opposition avec la Cité Radieuse : là où celle-ci chercherait à se détacher du sol à travers sa construction sur pilotis et l'incorporation de tous les équipements (commerces, restaurant, école, espace public en terrasse...), le Parc Sévigné chercherait au contraire à relier immeubles d'habitation et vie urbaine de plain-pied. Le Parc Sévigné fait partie des ensembles précurseurs de ce type de conception.

## Historique
La construction de l'ensemble s'inscrit dans le processus d'urbanisation des quartiers sud de Marseille dont de grandes parties étaient encore occupées par des bastides ou des « campagnes » (terrains privés boisés ou cultivés, entourés de murs). Elle s'inscrit également dans le cadre de la politique des Logécos initiée en 1953 (encouragement à l’accession à la propriété ciblant les familles modestes).
La conception est assurée par les architectes André Chrysocheris (né en 1915) et Jacques Berthelot (1908-1998). Les permis de construire sont progressivement obtenus entre 1957 et 1961 pour le Parc Sévigné et entre 1961 et 1963 pour le Nouveau Parc Sévigné.

## Reconnaissance
L'étude « Ensembles et résidences à Marseille 1955-1975 » réalisée en 2004 par l'architecte Thierry Durousseau sur commande de la DRAC Provence-Alpes-Côte d'Azur, publiée en 2005, recense environ 480 ensembles de plus de 100 logements construits à Marseille entre 1955 et 1975. Parmi ceux-ci, un comité de pilotage a sélectionné 80 ensembles « sur la base de critères esthétiques, mais aussi du point de vue de l'histoire des techniques, des évolutions politiques, culturelles, économiques et sociales » pour l'établissement de fiches monographiques plus détaillées. Le Parc Sévigné fait partie de cette sélection.